# Marlik
Marlik es un yacimiento arqueológico ubicado en Guilán, una provincia de Irán, en las proximidades de la ciudad de Rudbar, al suroeste del mar Caspio. Marlik es famoso principalmente por sus cerámicas zoomórficas.
Marlik es el sitio de un cementerio real, y los artefactos encontrados en este sitio datan de hace 3000 años. Algunos de los artefactos presentan un destacado trabajo de piezas de oro. El nombre Marlik hace referencia al pueblo Amardo.

## Cultura de Marlik

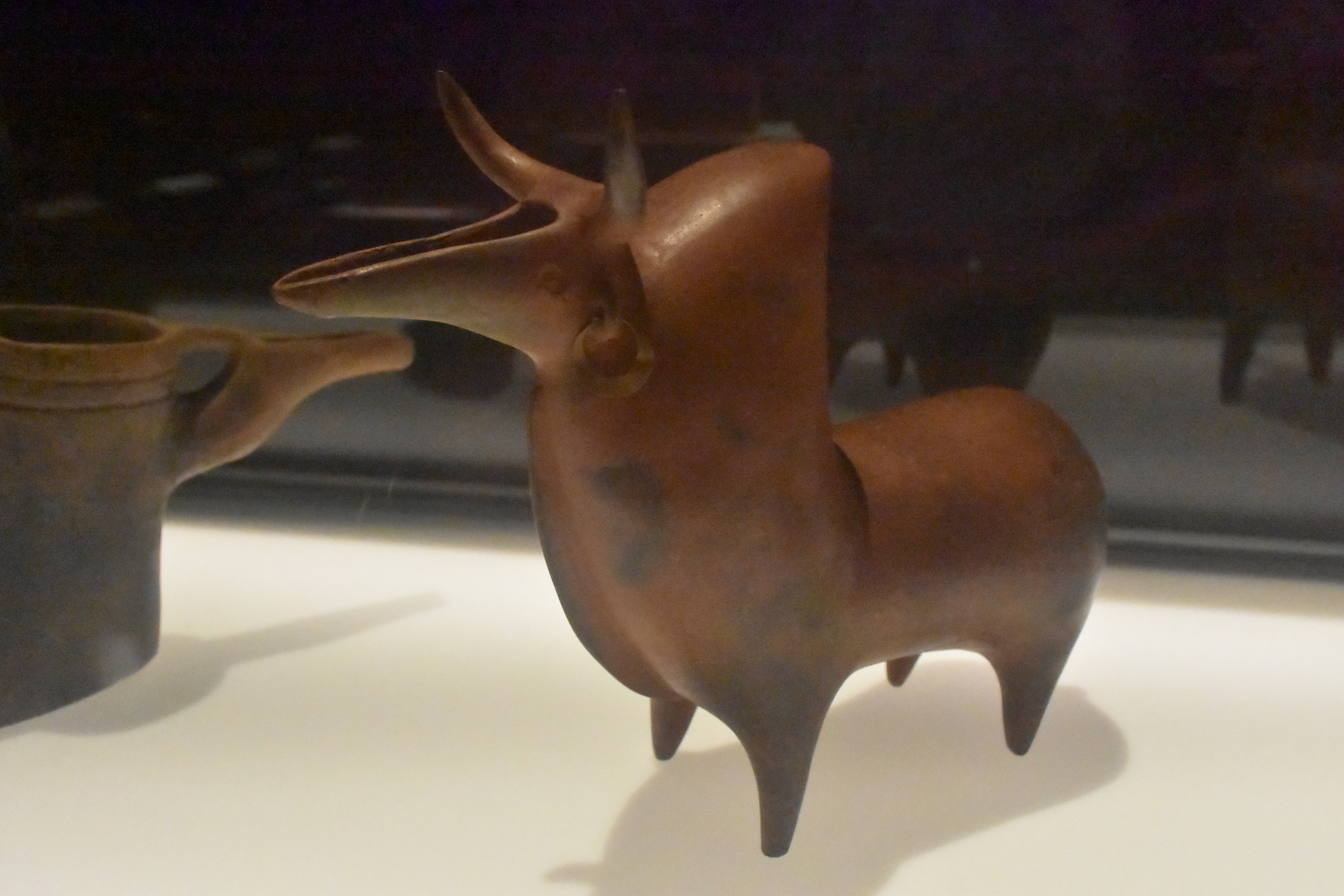
Ritón con forma de cebú. Ca. 1150-850 a. C. Expuesto en el Museo Nacional de Irán.

Desde la segunda mitad del segundo milenio a. C., el caballo comenzó a dejar de ser utilizado sólo como alimento o como animal de tracción o tiro y comenzó a ser montado, esto facilitó los grandes desplazamientos de los llamados (en conjunto, aunque fueran de etnias muy variadas) pueblos de las estepas.
De la cultura Marlik, al carecer de escritura poco o nada se sabría si no fuera por sus vestigios cerámicos y en menor grado, su orfebrería. El sitio de Marlik revela la presencia de una población de jinetes nómadas que prosperó durante la Primera Edad del Hierro y en un período que va del 1400 a. C. al 1200 a. C. en territorios que actualmente corresponden, Gilān, el Mazandarán y el Azerbaiyán.
Muy probablemente los integrantes de esta cultura eran los primeros indoeuropeos que habitaron los territorios actualmente correspondientes a Irán. Aunque bastante adusta y poco civilizada, esta cultura habría gozado de suficiente riqueza material como para dejar rastros arqueológicos producto de su rol de proveedores de materias primas a las civilizaciones mesopotámicas y del Elam.
Aún hoy se desconocen muchos de sus aspectos o rasgos culturales, y se tiene poca noción de su sistema de creencias o de su religión (excepto la presencia de un culto a la fertilidad en el cual el toro y el caballo parecerían ser en ciertas ocasiones animales sagrados). Se carece aún de información sobre su tipo de economía aunque es casi seguro que se basaba en la pastoricia complementada con la caza y la recolección para obtener alimentos, en cuanto a la agricultura está habría estado en ciernes y prácticamente en un estadio de horticultura con un cultivo muy primitivo y marginal de cereales como antiguas variedades de triticum y centeno.
Se sabe muy poco de su organización social, los indícios existentes señalan una fuerte distribución sexual del trabajo, donde los varones se dedicaban a la caza, la ganadería, la herrería y la guerra, mientras las mujeres  se dedicaban a la agricultura, la cestería, y la producción de artículos textiles hechos principalmente a partir de lana y cuero, también se cree que la producción cerámica era realizada por la mujer pero no se tiene certeza de ello.
Estos datos y los hallazgos arqueológicos sugieren la existencia de una sociedad patriarcal con casi segura poliginia y formas de gobierno del tipo jefatura.

## Arte

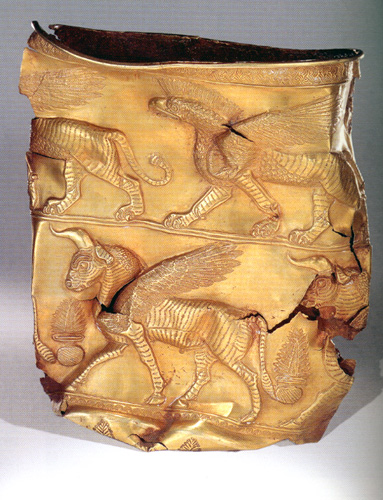
Vaso de oro Marlik.

El arte Marlik y en especial su coroplastia (cerámica con valor artístico ya que ha existido una intencionalidad artística en su elaboración) es lo que ha hecho más conocida a esta cultura. Es un arte eminentemente "animalístico" lo cual le pone en estrecha relación con el conjunto denominado "arte de las estepas"; como en el arte de las estepas no sólo abunda la representación de animales, sino una fuerte estilización de los seres representados, así como una gran tensión dinámica de las formas. También, como en el arte de las estepas, en el arte Marlik, en especial en su orfebrería son frecuentes las representaciones de animales míticos, monstruosos, tal como se puede observar en un cubilete de oro en el cual, repujadas, se encuentran águilas bicéfalas dominando a unas gacelas, o toros alados y grifos, la orfebrería Marlik, aún manteniendo rasgos del arte de las estepas, se encuentra ostensiblemente influenciada por las artes mesopotámicas.
Sin embargo no son las obras en metal lo más importante y original del arte Marlik que ha llegado hasta nuestros días, sino sus coroplastías, en especial sus recipientes de terracota. Existe una serie de cerámicas antropomorfas, casi siempre se tratan de grandes vasos (de unos 50 cm de altura) que representan casi esbozadamente a mujeres y varones desnudos, las mujeres aparecen en actitud de plegaria, los varones son guerreros o portadores de ofrendas. Tal cerámica parece ser evidentemente funeraria, en rigor, prácticamente todo el arte Marlik se ha hallado en territorios, pero es muy probable que la cerámica zoomórfica fuera más utilitaria y se enterrara junto a sus dueños como parte de las ofrendas.
La cerámica zoomorfa es lo más destacado y original del arte Marlik, gran parte de esta cerámica corresponde a recipientes, y en especial recipientes para líquidos (sobre todo corresponde a lo que los griegos llamarían rython). Aparecen representados leopardos, osos, moruecos, ciervos y, especialmente, caballos y toros, una especie característica de toro giboso y de grandes cuernos.
Sorprenden por lo depurado de sus líneas y el carácter casi escultórico tales recipientes de terracota roja o roja con matices pardos, por ejemplo los ojos apenas se insinúan con leves círculos, y las orejas suelen poseer orificios por los cuales pasaban probablemente cuerdas o los eslabones de cadenas. Un "rython" Marlik que representa a un toro es una obra de arte: La giba está exageradamente pronunciada y exageradamente desplazada hacia atrás, el área pectoral forma un burlete con una exagerada papada, el morro y la testuz se convierten así en una suerte de pico vertedor, todo el conjunto de este tipo de cerámica reúne las características de ser un objeto utilitario (un recipiente para líquidos) y asimismo artístico; en lugar de un recipiente hueco, tal tipo de obra parece una escultura curiosamente próxima en estilo, por la depuración de sus líneas, a las muy abstractas esculturas de los grandes autores del siglo XX: Henry Moore o Brâncuşi.

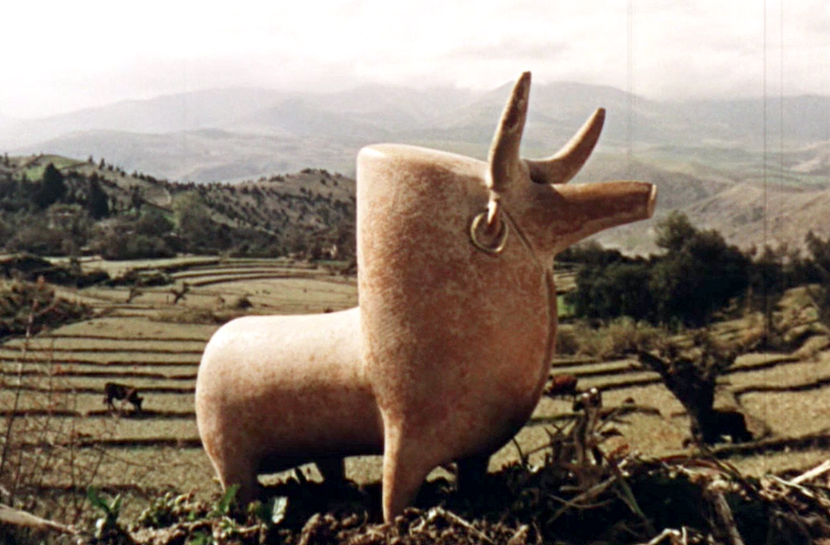
Jarrón en forma de toro jorobado, cultura Marlik. Guilán.

Un cementerio de élite de finales del segundo milenio a. C. en la cuenca occidental del Caspio. Mārlik (llamado así por la abundancia de serpientes en el área) o Čerāḡ-'Ali Teppa (llamado así por el propietario del campo) es uno de los cinco montículos naturales con restos arqueológicos, los otros cuatro son Pila Qal'a, Jāzem Kul, Dur- e Bijār, y Zeynab Bijār, se registraron en el otoño de 1961 durante una inspección realizada por una expedición del Servicio Arqueológico de Irán (en adelante ASI) en las orillas del río Gowharrud, un afluente del río Sefidrud en el área de Rudbār en el oeste Cuenca del Caspio.

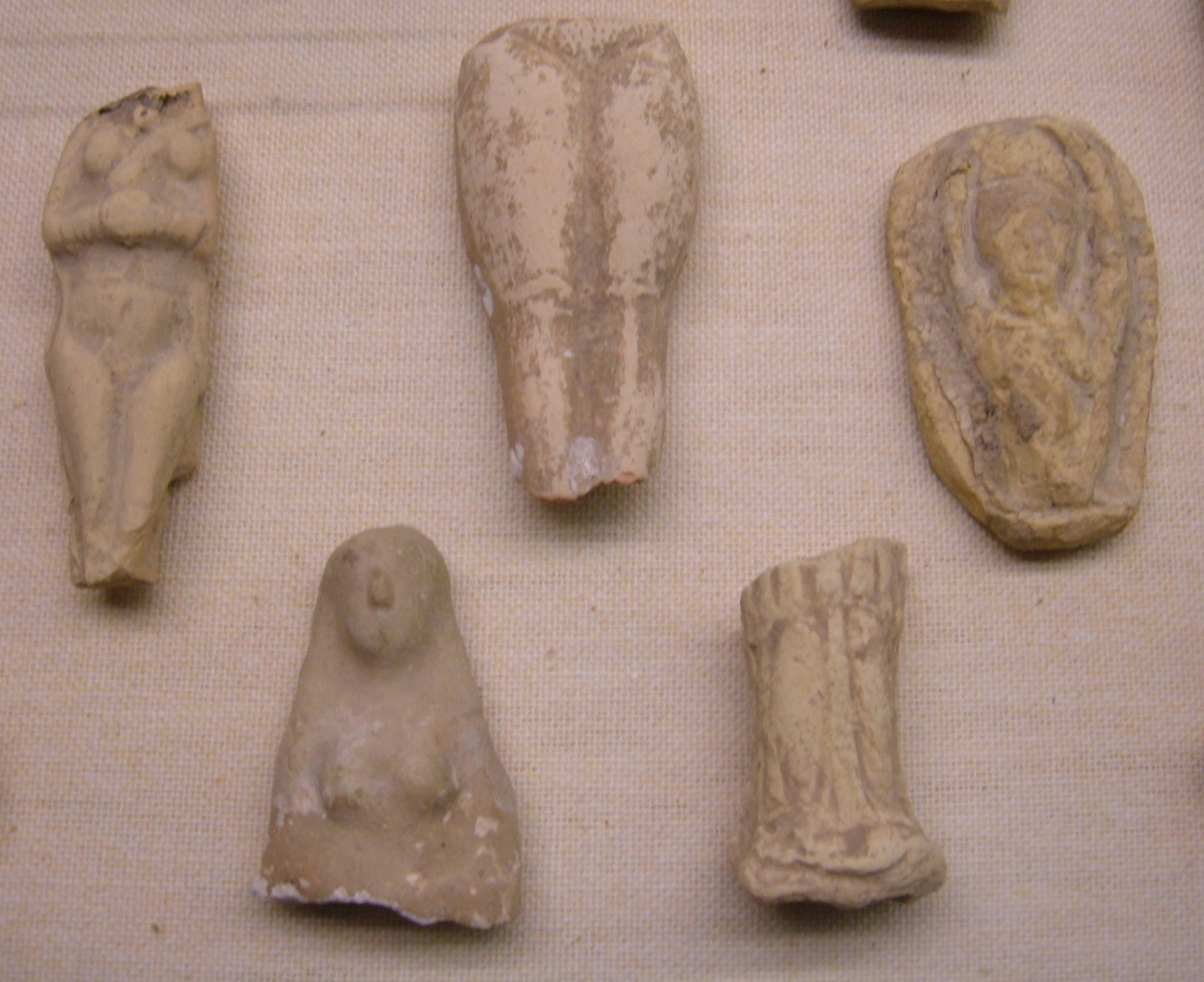
Fragmentos

El estudio del valle de Gowharrud formaba parte de un proyecto de reconocimiento sistemático más amplio de la cuenca occidental y central del Caspio a principios de la década de 1960 emprendido por ASI para determinar el contexto arqueológico de la gran colección de artefactos, incluidos vasijas de cerámica, estatuillas de cerámica zoomórficas y antropomórficas, una amplia gama de armas, adornos personales, objetos diversos y algunas vasijas de oro y plata decoradas vendidas en los mercados de antigüedades en Irán, Europa y los EE. UU. desde la década de 1930. Este material, que los comerciantes de antigüedades, coleccionistas y conservadores de museos colectivamente llamaron 'Amlash' en referencia a una ciudad comercial en la costa del Caspio, supuestamente provenientes de excavaciones ilícitas en la región. Mientras que algunos ejemplos eran falsificaciones, un gran número parecía ser auténtico,